# Valorsch
Valorsch ist ein Gebiet in Liechtenstein am Schönberg mit den drei Alpen Vorder- und Mittlervalorsch, die zur Gemeinde Schaan gehören sowie der Vaduzer Alp Hintervalorsch. Der Name stammt vom rätoromanischen val uors (Bärental).

## Geschichte
Valorsch («valors») wurde 1618 erstmals erwähnt und war ursprünglich im landesherrlichem Besitz. Die Valorschalpen bilden zusammen mit Guschg, Gritsch, Malbun, Bärgi und Grossstäg ein zusammenhängendes Territorium, das vermutlich bereits im 14. Jahrhundert zum Kirchspiel Schaan-Vaduz gehörte. Der Übergang der Valorschalpen in genossenschaftliches Eigentum ist urkundlich nicht nachgewiesen. Die Alpen wurden zwischen den einzelnen Dörfern des Kirchspiels zur Nutzung aufgeteilt. Wegen eines Streits zwischen Schaan und Vaduz wurden 1643 die Grenzen von Hintervalorsch festgelegt.
In der ersten Hälfte des 17. Jahrhunderts ist der Betrieb eines später aufgegebenen Eisenerzbergwerks im Valorsch belegt. Beim Zusammenfluss von Valorsch- und Stägerbach zur Samina war später ein Eisenschmelzwerk geplant, auf dessen Errichtung Fürst Johann I. 1820 wegen der langen Transportwege verzichtete. Das Holz aus den Wäldern im Valorsch wurde für die Alpwirtschaft, für das Bergwerk Valorsch und die Köhlerei genutzt oder durch das Saminatal nach Frastanz geflösst und verkauft. 1877 wurde eine Strasse vom Steg nach Hintervalorsch gebaut.

## Alpwirtschaft

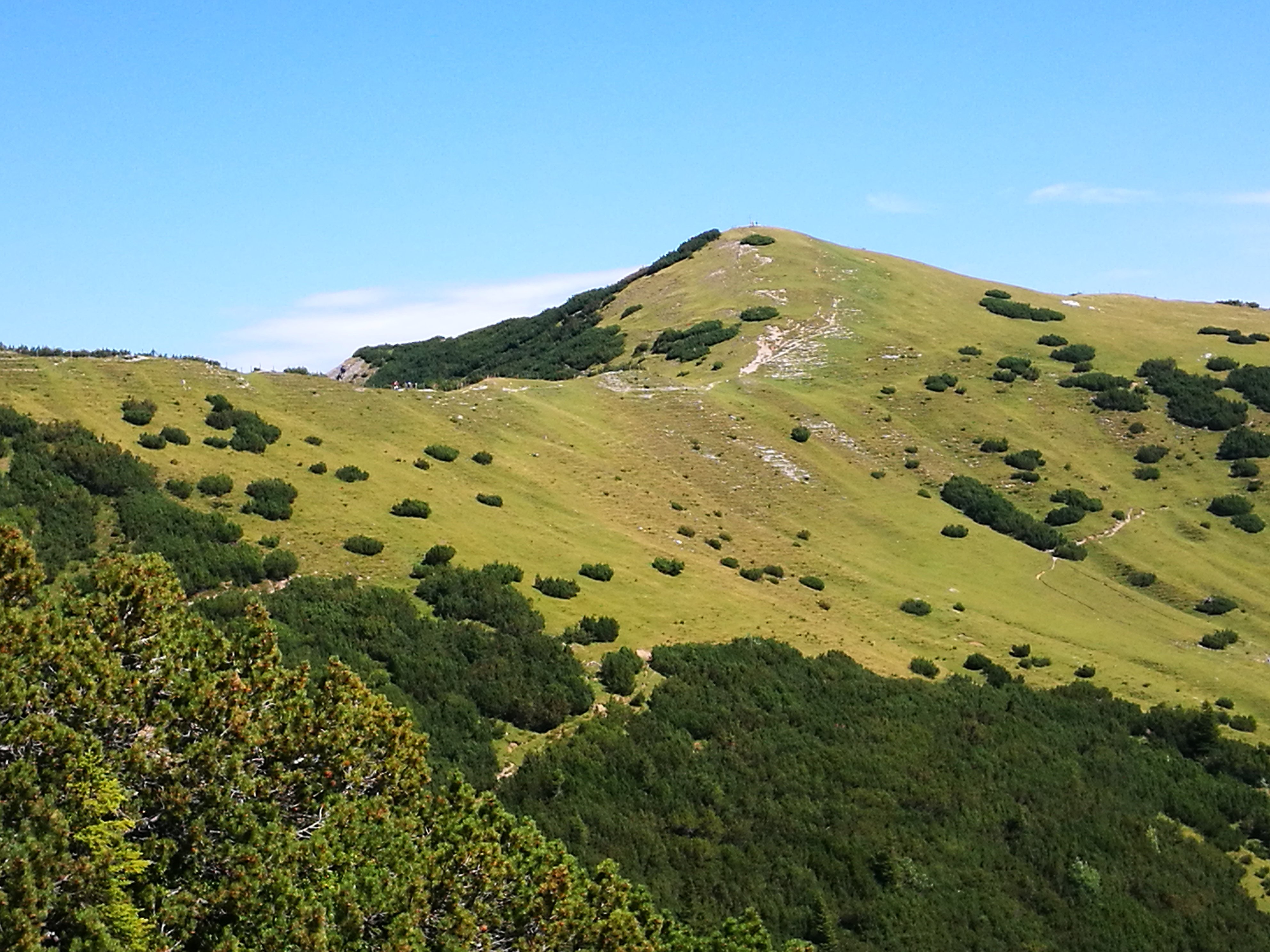
Die Alp Hintervarlorsch reicht bis zum 2104 m ü. M. hohen Schönberg.

Vordervalorsch liegt am rechten Hang des Saminatals und erstreckt sich von der Samina bis zum Schönberg. Die Alp ist Eigentum der Alpgenossenschaft Guschg. Alpgebäude und Stall liegen auf 1371 m ü. M. Die 135,5 ha grosse Alp kann mit 30 Grossvieheinheiten bestossen werden.
Mittlervalorsch liegt zur Hälfte im Samina- und im Valorschtal. Die Gebäude befinden sich an zwei Standorten. Die «Under Hötta» liegt auf 1380, die «Ober Hötta» auf 1579 m ü. M. Mittlervalorsch grenzt südlich an Vordervalorsch, östlich an Hintervalorsch und ist im Eigentum der Alpgenossenschaft Gritsch. Die Alp mit einer Fläche von 175 ha hat Platz für 40 Grossvieheinheiten. Mittler- und Vordervalorsch werden heute gemeinsam von den Alpgenossenschaften Guschg und Gritsch bewirtschaftet.
Hintervalorsch liegt im hinteren Valorschtal. Eigentümerin der 106,8 ha grossen Alp mit Hütte und Stall auf 1456 m ü. M ist die Alpgenossenschaft Vaduz. Hintervalorsch darf mit 40 Grossvieheinheiten bestossen werden.